# Complexe des marais de Kawainui et Hamakua
Le complexe des marais de Kawainui et Hamakua (en anglais : Kawainui and Hamakua Marsh Complex) est une zone humide américaine dans le comté d'Honolulu, à Hawaï. Il constitue un site Ramsar depuis le 2 février 2005.